# U.S.S. John Young (videogioco)
U.S.S. John Young, a volte sottotitolato A Naval Warship Simulation, è un videogioco di simulazione di un cacciatorpediniere contemporaneo, ispirato alla nave statunitense di classe Spruance USS John Young, pubblicato nel 1990 per i computer Amiga, Atari ST, Commodore 64 e MS-DOS dall'editrice tedesca Magic Bytes, e sviluppato originariamente dalla società danese Maitai Entertainment. Alcune riedizioni per MS-DOS su CD-ROM usano il titolo di copertina Battle Stations: U.S.S. John Young.
Nel 1991 uscì un seguito solo per Amiga con grafica 3D, U.S.S. John Young 2: A Realistic Warship Simulation, ma si tratta in realtà della riedizione Magic Bytes di Operation Spruance: The Naval Warfare Simulation, pubblicato nel tardo 1990 dall'editrice danese Parsec. Nelle intenzioni iniziali della Magic Bytes, il gioco della Parsec sarebbe dovuto diventare il primo U.S.S. John Young, ma a causa del ritardo di sviluppo decisero di acquistare e pubblicare prima il simulatore in 2D della Maitai.
Alcuni siti web riportano anche un U.S.S. John Young 2 per MS-DOS, che però non sembra esistere ed è di fatto una copia di U.S.S. John Young. Esiste almeno una versione più recente di U.S.S. John Young per MS-DOS edita da Emotional Pictures, che contiene più scenari.

## Modalità di gioco
U.S.S. John Young è ambientato nel prossimo futuro rispetto all'epoca della sua uscita, nell'ambito di un ipotetico conflitto tra Stati Uniti, Iran e Iraq. Il giocatore è al comando del cacciatorpediniere in missioni solitarie in acque nemiche. Di seguito si descrivono anzitutto le versioni Amiga, Atari e DOS, tra loro equivalenti.
In ogni partita si può selezionare tra quattro missioni: attacco a convogli, a piattaforme, a sottomarini, alla flotta. Per ciascuna si può scegliere tra quattro teatri: Stretto di Hormuz, Golfo Persico, Falkland e l'immaginario Tanaku (una versione più recente per MS-DOS aggiunge anche Sri Lanka, Cuba, Jugoslavia e Panama). Si può scegliere infine tra missione diurna o notturna. In sostanza le missioni differiscono poco l'una dall'altra, a parte le quantità di nemici e di obiettivi minimi da affondare. Il nemico può disporre di diversi tipi di navi da guerra e piattaforme petrolifere armate, e di un solo tipo di navi cisterna, aerei militari, aerei civili, mine e posamine.
La nave viene controllata tramite diverse schermate che corrispondono a varie funzioni, e si può passare dall'una all'altra cliccando sui nomi dalla schermata del ponte o direttamente premendo i rispettivi tasti. Lo schermo è sempre diviso a metà: nella parte superiore si ha una visuale in prima persona sul mare e nella parte inferiore si trovano i comandi e indicatori, che variano a seconda della funzione attualmente selezionata. I comandi principali di movimento, del timone e del motore, si possono dare anche direttamente da tutte le schermate. Oltre al ponte sono disponibili le schermate per il controllo di: siluri, cannoni e missili guidati, sonar e cariche di profondità, stato dei motori e radio, danni (parzialmente riparabili in mare), radar e meteo, mappa di tutto lo scenario con indicazione anche dei nemici, punteggio, rifornimento al porto, salvataggio della partita. In ogni scenario ci sono due porti neutrali dove è possibile rifornirsi a pagamento di numerosi articoli, tra cui munizioni, carburante, olio, pezzi di ricambio, equipaggio e provviste; il denaro si guadagna affondando i nemici.

### Versione Commodore 64
La versione Commodore 64 si differenzia molto dalle altre, ed è in realtà più simile al successivo U.S.S. John Young 2 per Amiga, a parte l'assenza della grafica tridimensionale. Le missioni sono differenti e limitate solo al Golfo Persico, e c'è meno varietà di opzioni e schermate di controllo. Solo la schermata del ponte è divisa a metà con la visuale in prima persona dell'esterno, mentre le altre funzioni occupano tutto lo schermo. Queste includono il computer di bordo con numerose informazioni testuali, il radar, la mappa tattica a varie scale, il rapporto dei danni. Il cannone Mk45 si controlla dal ponte e i vari tipi di missili dalla mappa tattica, inoltre sono disponibili alcuni sistemi di difesa, come i chaff.